# Sandviken, Raseborg
Sandviken är en bukt i Finland. Den ligger i Raseborg i landskapet Nyland, i den södra delen av landet, 120 km väster om huvudstaden Helsingfors.